# Evangelische Kirche Heimbach
Die Evangelische Kirche Heimbach befindet sich im Haus der evangelischen Gemeinde in der Stadt Heimbach im Kreis Düren (Nordrhein-Westfalen), an der Straße Schönblick.
Die kleine Gemeinde der Christen der Evangelischen Kirche im Rheinland in Heimbach gehören zur Evangelischen Trinitatis-Kirchengemeinde im Schleidener Tal. Das Pfarrbüro befindet sich in Gemünd.
Erst nach dem Zweiten Weltkrieg übersprang die Zahl der evangelischen Bürger die 100er-Grenze. Das Kirchenzentrum wurde ab Mai 1984 nach Plänen des Architekten Franz Daheim erbaut und im November 1985 eingeweiht. 2023 wurde die Kirche entwidmet und wird seitdem von der Stiftung evangelisches Altenheim Gemünd genutzt. Es finden aber weiterhin auch Gemeindegottesdienste statt.